# 自動プロトン分解
自動プロトン分解(autoprotolysis)とは、同一の2分子の一方がブレンステッド酸として働いてプロトンを放出し、もう一方がブレンステッド塩基として働いてプロトンを受け入れることによって、その間をプロトンが移動する反応である。例えば、水は自己解離の過程で自動プロトン分解する。
2H2O  OH− + H3O+
酸性水素とプロトンを受け取る孤立電子対を持つ溶媒は、自動プロトン分解が可能である。
例えば、純粋なアンモニアは、以下のように自動プロトン分解する。
2NH3  NH−
2 + NH+
4
他の例としては、以下がある。
2CH3COOH  CH3COO− + CH3COOH+
2